# Denys Laszko
Denys Petrowycz Laszko (ukr. Денис Петрович Ляшко, ur. 4 października 1980 w Doniecku) – ukraiński piłkarz grający na pozycji pomocnika.
Wychowanek Metalista Charków. W latach 1996–2001 grał w jego rezerwach. Następnie był piłkarzem Zorii Ługańsk, Awanhardu-Interu Roweńki, kazachskiego Szachtiora Karaganda, polskich Gliniku/Karpatii Gorlice i Motoru Lublin oraz kazachskiego Kajsaru Kyzyłorda.